# Veryovka ukrainska folkkör

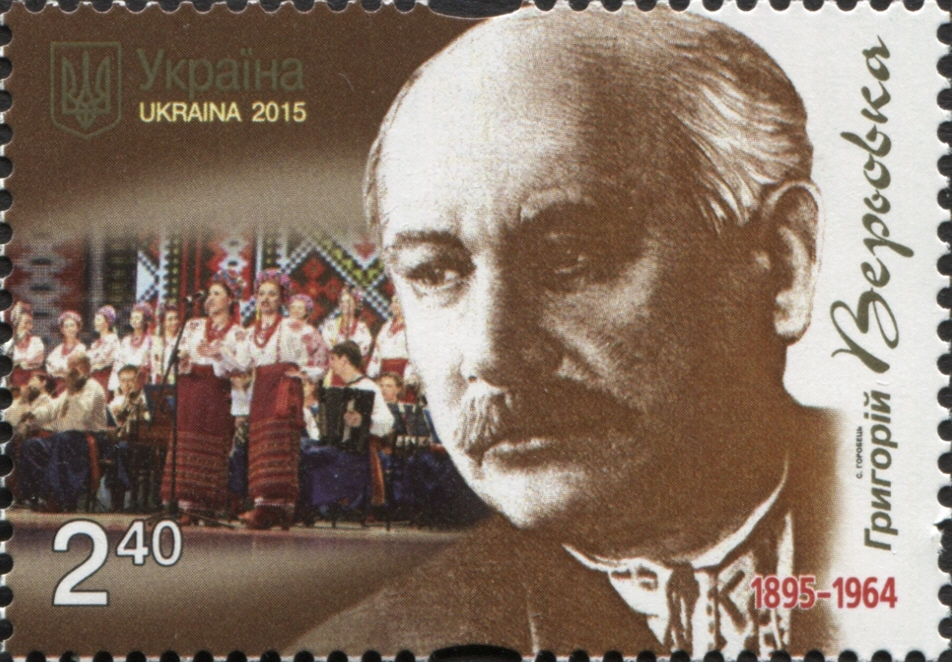
Hryhoriy Veryovka, grundare av ensemblen, avbildad på ett frimärke, 2015

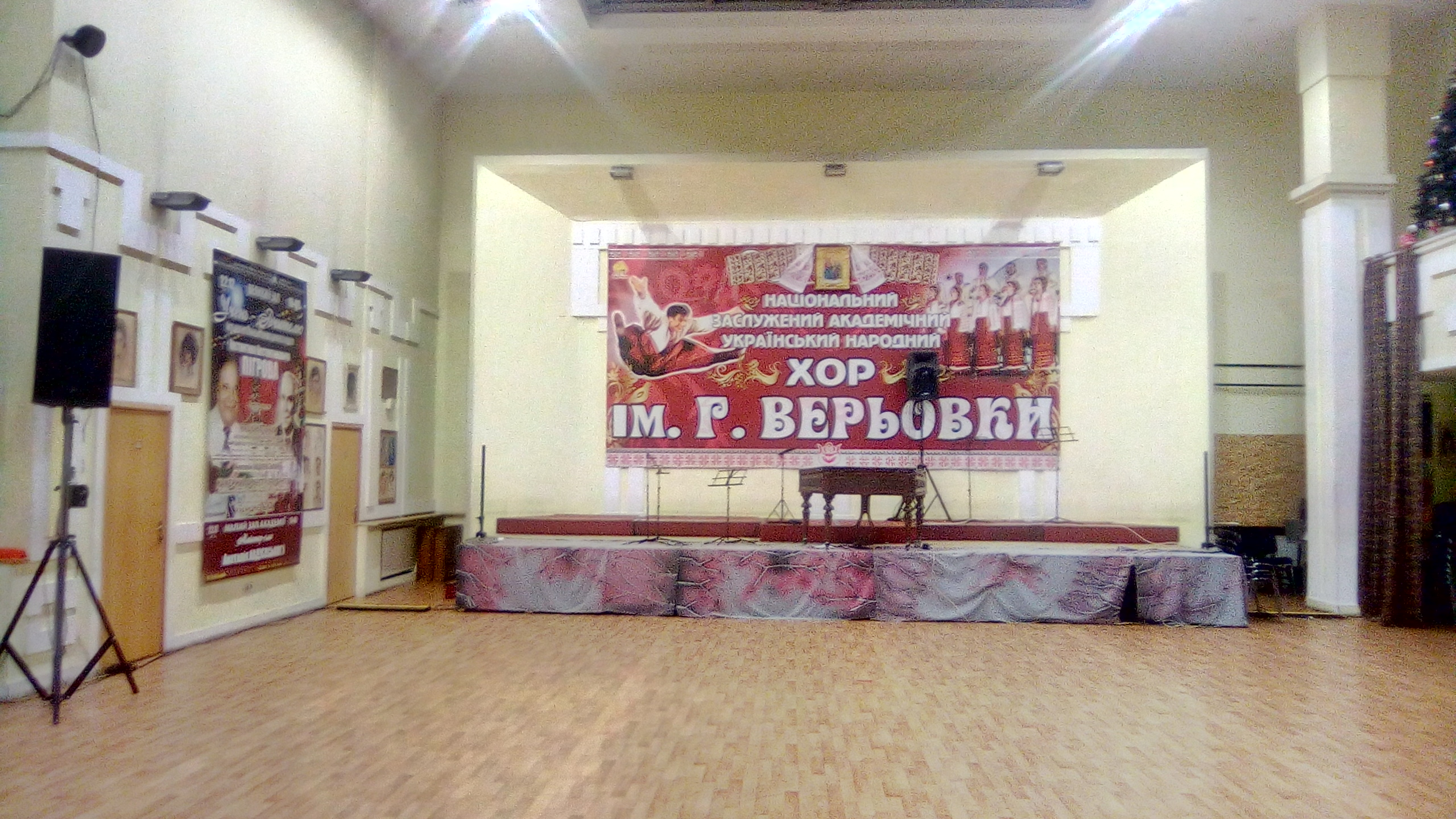
The rehearsal base of the Veryovka choir in Kiev

Veryovkas ukrainska folkkör (ukrainska: Національний заслужений академічний український народний хор України імені Григорія Верьовки) är en professionell ukrainsk ensemble som grundades 1943.
Kören grundades 1943 i Charkiv för att främja och sprida ukrainsk folkmusik och danstraditioner. Initiativtagare och den första ledaren för kören var Hryhoriy Veryovka(en), forskare och kördirigent. Kören representerade ukrainsk konst i städer i Sovjetunionen, Rumänien (1952, 1956), Polen (1953), Finland (1954), Belgien och Luxemburg (1958), Tyskland (1959), Jugoslavien (1962) och andra länder. För att hedra sin grundare uppkallades kören efter honom 1965. Samma år leddes teamet av Anatoly Avdievsky. År 1965 tilldelades kören titeln "förtjänt", 1974 tilldelades titeln "akademisk" och 1997 tilldelades statusen "nationell".
Ensemblens repertoar är baserad på ukrainsk folklore, sånger och danser från andra nationer. Under sovjettiden ingick även sånger tillägnade kommunistpartiet i repertoaren. Under 2011 var det premiär för folkoperan "När ormbunken blommar" av Yevhen Stankovych, förbjuden under sovjettiden. Ensemblen består av 158 personer, inte bara sångare utan även orkester- och koreografigrupper.
Sedan Avdievskijs död 2016 har ensemblens ledare varit Zenoviy Korinets(uk), från hösten 2021 - Igor Kuryliv(uk).
Veryovka-kören har turnerat i Mexiko, Kanada, Frankrike, Schweiz, Ryssland, Vitryssland, Polen, Tyskland, USA och ett antal andra länder, och har traditionellt deltagit i stora ukrainska statliga evenemang. Kören har fått många nationella och internationella utmärkelser, särskilt för sitt bidrag till fred och vänskap mellan folken; den tilldelades en silvermedalj av World Peace Council. Under 2019 spelades en långfilm om kören in.
År 2019 släppte Veryovka Choir tillsammans med Kvartal 95 Studio ett videoklipp med Horila sosna palala (ukr. "Tallen brann, brann.") som hånade Valeria Hontareva, tidigare ordförande för Ukrainas nationalbank, vars hus just bränts ner i London. Händelsen väckte allmänhetens ilska. Senare bad Volodymyr Borodyanski, kulturminister i Ukraina, Hontareva om ursäkt och förklarade att "lagen inte förbjuder moraliska perversioner".
Pink Floyds singel "Hey, Hey, Rise Up!" från 2022 inleds med ett sampel från en körinspelning av 1914 års hymn "Oh, the Red Viburnum in the Meadow" (ukrainska:  Ой у лузі червона калина) av kören.

## Solister genom åren
- Hryhoriy Veryovka(en)
- Petro Avramenko(uk)
- Anatolii Avdiievskyi(en)
- Iryna Melnytjenko(uk)
- Mykola Protsenko(uk)
- Kasian Yevchenko(uk)
- Liudmyla Klymenko(uk)